# Gereb Shegal
Gereb Shegal is een Ethiopisch stuwmeer in Inderta, een woreda (regio) van Tigray. De aarden dam werd gebouwd in 1998 door SAERT.

## Eigenschappen van de dam
- Hoogte: 20 meter
- Lengte: 363 meter

## Capaciteit
- Oorspronkelijke capaciteit: 1.000.000 m³
- Oppervlakte: 17,1 hectare

## Irrigatie
- Gepland irrigatiegebied: 52 hectare
- Effectief irrigatiegebied in 2002: 14 hectare

## Omgeving
Het stroomgebied van het reservoir is 8,67 km² groot, met een omtrek van 12,12 km en een lengte van 4320 meter. Het reservoir ondergaat snelle sedimentafzetting.  De gesteenten in het bekken zijn Doleriet van Mekelle en Kalksteen van Antalo. Een deel van het water gaat verloren door insijpeling; een positief neveneffect hiervan is dat dit bijdraagt tot het grondwaterpeil.